# Infrastructure critique

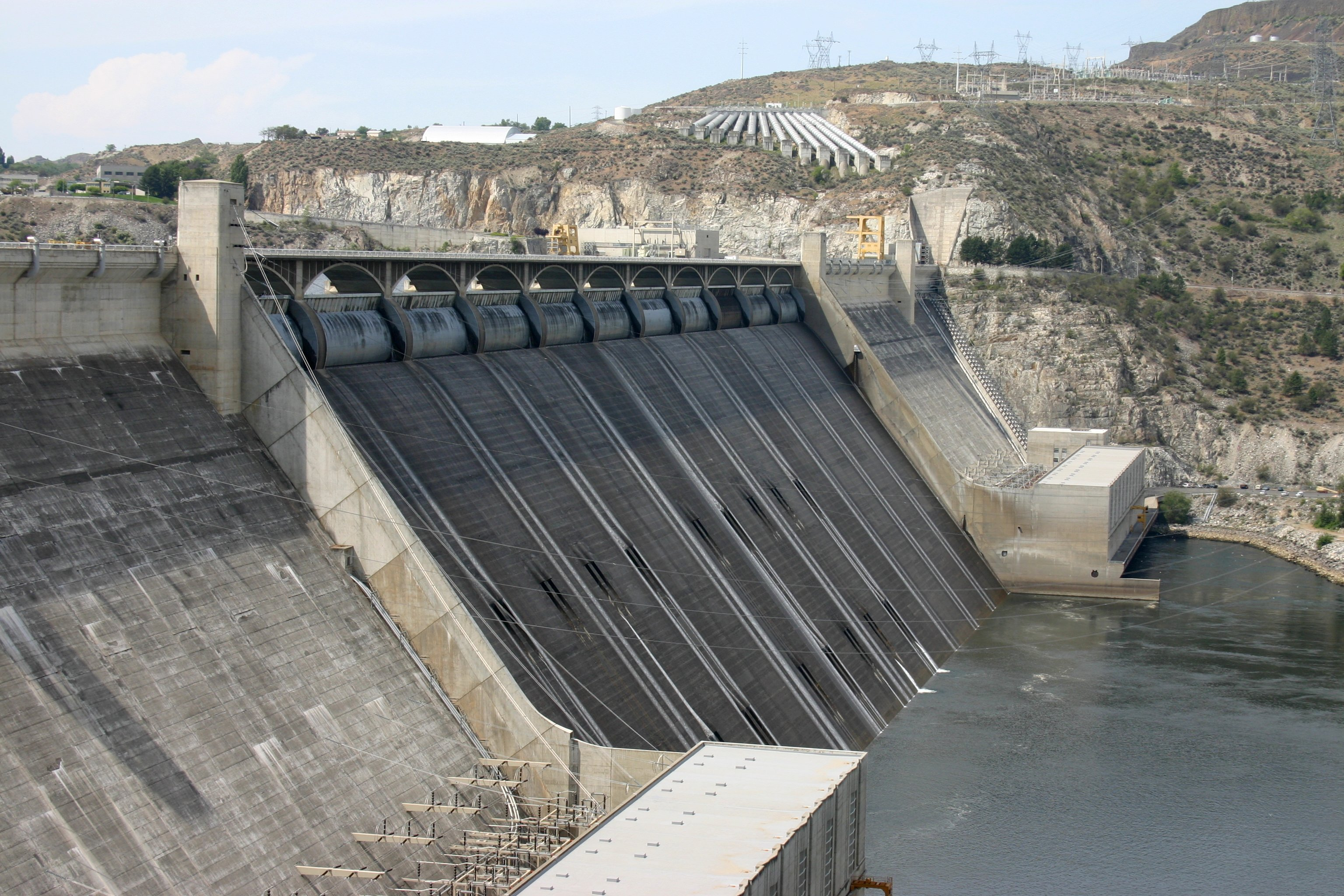
Barrage de Grand Coulee sur le Columbia, dans l'État de Washington aux États-Unis, le barrage le plus puissant au monde.

Infrastructure critique ou « essentielle » est un terme utilisé par les États pour désigner un actif qui est vital pour le fonctionnement d'une société ou de l'économie.

## Définition
La notion d'infrastructure critique ne bénéficie pas d’une définition précise et unique. Elle peut ainsi différer en fonction des pays.
Les termes les plus couramment associés à cette notion recouvrent :
- La production d'électricité, transport et distribution ;
- La production de gaz, le transport et la distribution ;
- La production de pétrole et de produits pétroliers, de transport et de distribution ;
- Les télécommunications ;
- L'approvisionnement en eau (eau potable, eaux usées, eaux de surface) ;
- L'agriculture, la production et la distribution alimentaire ;
- Le chauffage (par exemple le gaz naturel, le mazout, le chauffage urbain) ;
- La santé publique (hôpitaux, ambulances) ;
- Les systèmes de transport (alimentation en carburant, le réseau ferroviaire, les aéroports, les ports, la navigation intérieure) ;
- Les services financiers (banques, de compensation) ;
- Les services de sécurité (police, armée).

## Historique
Même si les pays industrialisés ont porté attention aux dangers pesant sur leurs infrastructure, notamment depuis de la Seconde Guerre mondiale, la notion d'infrastructure critique et les études associées sont récentes : le terme est apparu dans les documents officiels dans les années 90 aux États-Unis. Après les attentats du 11 septembre 2001, il s'est répandu dans le monde. Au cours des années 2000 la majorité des pays industrialisés ont lancé des groupes de réflexion ou des commissions sur le recensement et la protection des infrastructures critiques.
À titre d'exemple de la diffusion de l'expression, dans la littérature scientifique, une recherche d'infrastructure critique dans les titres de publications  donne zéro résultat en 1995, vingt en 2000, 43 en 2002 et 93 en 2007.

## Programmes de protection des infrastructures critiques

### Europe
Le Programme européen pour la protection des infrastructures critiques (PEPIC ; en anglais, European Programme for Critical Infrastructure Protection, EPCIP) est un programme lancé en 2004 par le Conseil européen visant à identifier et protéger les infrastructures critiques.

### France
La France a défini en 2006 douze secteurs d’activités d’importance vitale (SAIV) et identifié des opérateurs d'importance vitale (OIV), considérés comme essentiels au fonctionnement de l'économie et de la société.

### Royaume-Uni
Le Centre pour la protection des infrastructures nationales (CPNI ; en anglais, Centre for the Protection of National Infrastructure), créée le 1er février 2007, est une autorité qui participe à la sécurité nationale.
Il vise à réduire la vulnérabilité de l'infrastructure nationale au terrorisme et autres menaces, en gardant les services essentiels du Royaume-Uni (délivré par les services de télécommunications, les services d'urgence, de l'énergie, de la finance, de l'alimentation, du gouvernement, de la santé, des transports et de l'eau) sûrs.

### États-Unis
Les États-Unis ont une définition large du terme, avec un programme national mis en place en 1996. Le PATRIOT Act de 2001 définit les infrastructures essentielles comme les « systèmes et les actifs, physiques ou virtuels, tellement vitaux que leur indisponibilité ou leur destruction auraient un effet déstabilisant sur la sécurité, l'économique, la santé ou la sûreté publique, ou toute combinaison de ces effets ».